# 沖縄県営奥武山公園
沖縄県営奥武山公園（おきなわけんえいおうのやまこうえん）は、沖縄県那覇市に位置する運動公園である。

## 概要
沖縄県初の運動公園として1959年（昭和34年）6月に開設された。また、毎年10月に開催される那覇まつり、沖縄の産業まつりの主会場となっている。
- 管理事務所：奥武山総合運動公園　運営管理事務所（武道館内に設置されている）
- 住所：沖縄県那覇市奥武山町52番地
- 種別：運動公園
- 供用面積：24.99ha[1]
- 施設内容：陸上競技場・野球場・テニスコート・武道館[2]・弓道場・プールなど
- 指定管理者：株式会社トラステック[3]（本社・沖縄県那覇市小禄303番地）
  - 2006年（平成18年）4月 自治法改正により「指定管理者制度」が導入され、これまで官公庁等が運営管理していた公共施設等を民間企業の運営管理が可能となり、2006年4月1日から2009年（平成21年）3月31日まで当公園の運営管理をTKSF指定管理共同企業体（桃原農園、国際ビル産業、サン・エージェンシー、フィットネスプロモーション※4社の頭文字をとって『TKSF』としている。）として開始した。

## 利用料金について
時間帯によってそれぞれ異なるが、平均的には陸上競技場が8,000円程度。野球場が5,000円以内。水泳プールが2,000円程度となっている。尚、これは使用料であり、一般で入場料をとらない場合の料金である。詳しくは当公園の公式サイトを参照されたい。

## 施設

### 陸上競技場

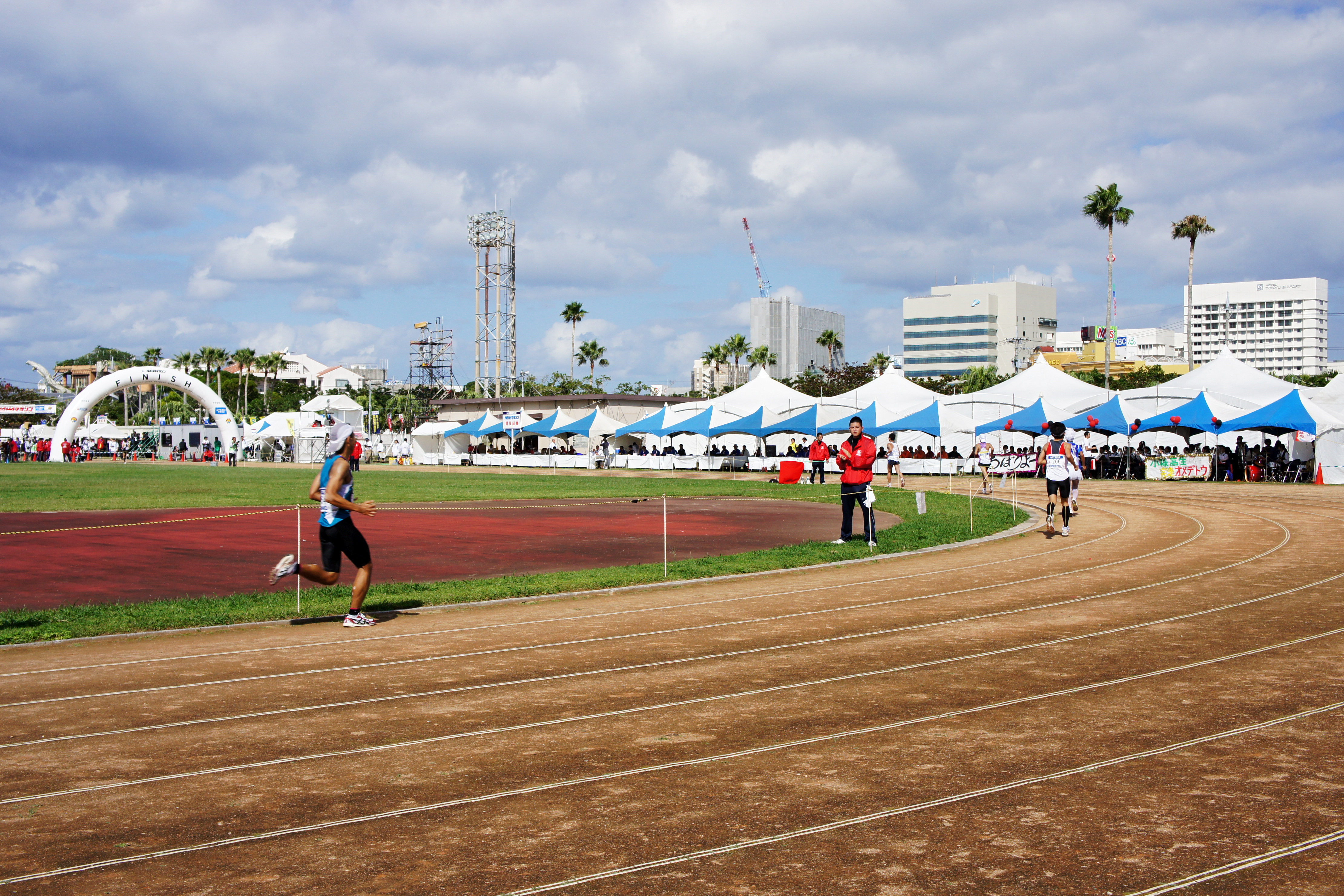
陸上競技場（NAHAマラソン）

1970年8月31日開場。主な開催イベントはNAHAマラソン、沖縄県グラウンドゴルフ大会、那覇まつり、1997年の1000万人ラジオ体操・みんなの体操祭などである。
- 収容人員　約9,000人（芝スタンド）
- 日本陸上競技連盟の公認指定無し
- 400mトラック×8コース
- 付属施設　補助競技場（土）

#### サッカー球技場建設計画について
2013年2月、那覇市は陸上競技場を、Jリーグクラブライセンス制度の施設基準を満たすサッカー球技場として建て替える方針を表明した。この時点では収容人数20,000人、総工費約130億円、2016年度の着工、2019年度の供用開始を見込んでいた。なお、那覇市内に陸上競技場が無くなることについては、南風原町の黄金森公園陸上競技場と本スタジアムを両市町の住民が相互に利用することを可能とすることで那覇市・南風原町の間で合意した。2013年4月26日、この計画に対して沖縄陸上競技協会は陸上競技兼サッカー場として整備するように求める要望書を那覇市に提出した。また、「那覇市内に陸上競技場があることが陸上競技やスポーツの振興につながる」とコメントしている。
2014年3月までに、那覇市はサッカー球技場として整備することを決定。2015年4月、那覇市は、全体計画策定費として1,280万円を予算化すると共に、全体計画策定業務を委託することが明らかとなった。なお、施設の収容人員は最大25,000人、屋根付きの4階建の構造となる見込み。
2016年9月、沖縄県はスタジアムの建設計画を公表した。建設予定地は奥武山公園内の陸上競技場、サブグラウンドなどの約5.7ヘクタールの土地であり、収容人員は25,000人のJ1規格となる見通し。なお、総事業費（用地取得費含む）は約218億円で、着工が2019年度、完成が2021年度、2022年度の供用を見込んでいる。
2017年10月に沖縄県が発表した整備基本計画によると、サッカーやラグビーに対応した球技場として、地上6階建て、延べ床面積は4万7,500平方メートル、収容人員2万人、開業は2023年度の予定で、178億円の総事業費の財源として沖縄振興特別推進交付金（一括交付金）の活用も検討している。また、大型映像装置、VIPルーム、立体駐車場を設置する他、外壁にデジタルサイネージ、フットサルコートも設ける予定としている。
しかしながら、その陸上競技場のサッカースタジアムへの改築は、一括交付金制度の助成の締め切りである2021年度を過ぎても本格着工に至っていない。2023年度開業の目標が事実上不可能となっており、沖縄県は2022年度以後も交付金の助成ができるように日本政府に要請を求めている。
その後、2024年6月28日、沖縄県庁で、沖縄県によるJリーグ規格スタジアム整備の建設構想を改めて発表。収容人数などを見直した上で、2031年度での供用開始の方向で計画を進める。はじめは、収容人数を1万人前後の規模で整備し、段階的に2万人規模にしていく。整備費はおよそ120億円。企業版ふるさと納税、クラウドファンディングなども活用していく。
2025年5月23日、スタジアムのイメージ図を公表。メインスタンドとバックスタンドには1万人程度の観客席、席全面を覆う屋根を設置。地域住民が利用できるオープンスペースとしての役割を有している。将来的には、ゴール裏のサイドスタンドにも観客席と屋根を増設し、2万人規模に改修していく予定。また、300台から400台分の立体駐車場の整備も検討している。

### 野球場

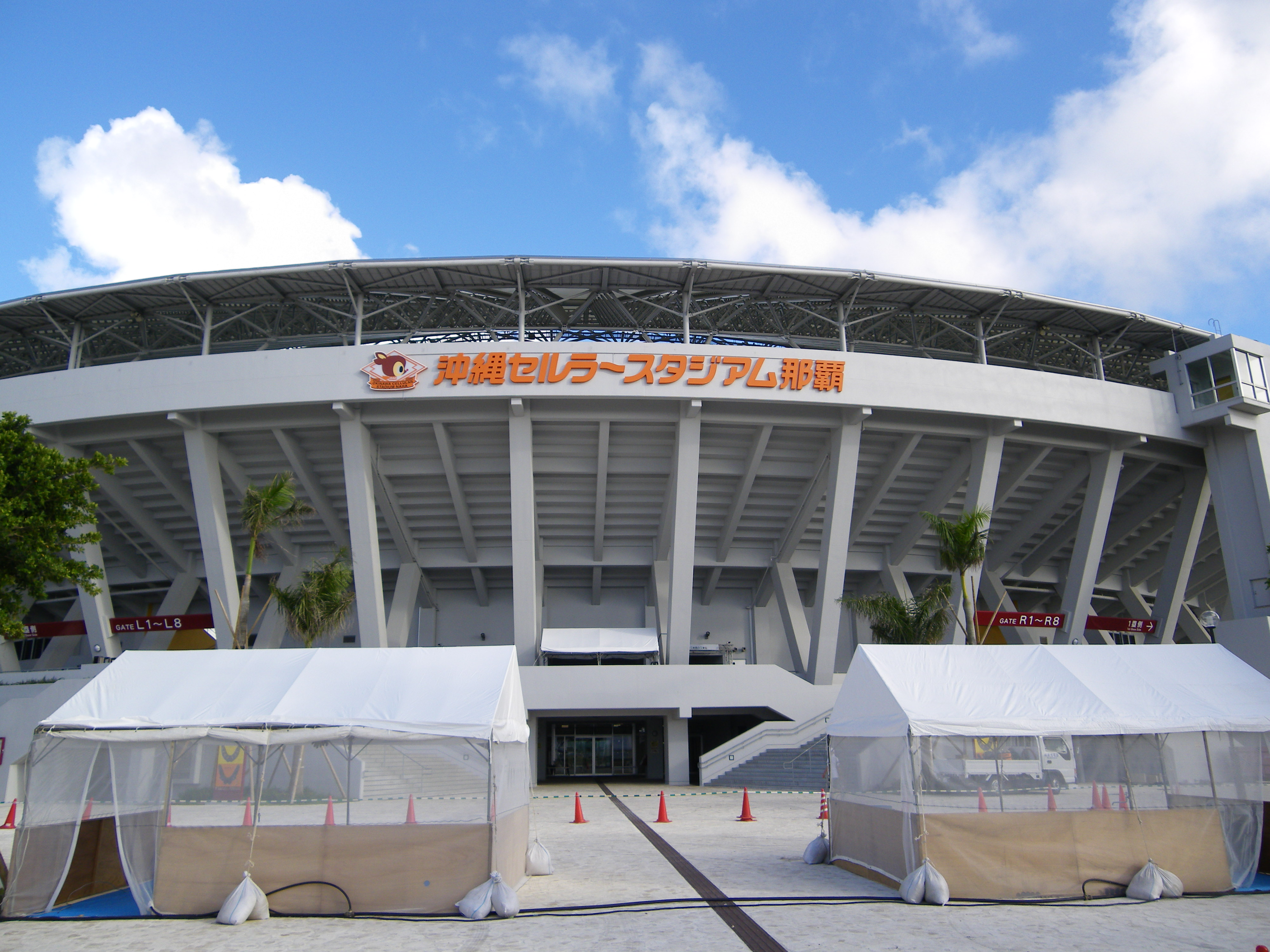
野球場

## アクセス

### モノレール
- 沖縄都市モノレール線・壺川駅から徒歩3分[15]
- 沖縄都市モノレール線・奥武山公園駅から徒歩5分[15]

### バス
- 軍桟橋前バス停から徒歩約5分[15]
  - 120番 : 名護西空港線(沖縄バス・琉球バス交通)
  - 89番 : 糸満線(沖縄バス・琉球バス交通)
  - 23番 : 具志川線(琉球バス交通)
  - 99番 : 天久新都心線(琉球バス交通)
  - 113番 : 具志川空港線(琉球バス交通)
  - 123番 : 石川空港線(琉球バス交通)
  - 9番 : 小禄石嶺線(那覇バス)小禄向け
  - 9番 : 小禄石嶺線(那覇バス)首里向け
  - 25番 : 普天間空港線(那覇バス)
  - 33番 : 糸満西原線(那覇バス)糸満向け
  - 46番 : 糸満西原線(那覇バス)糸満向け

### 自動車
- 那覇空港から約5分[15]
- 那覇港から約3分[15]